# Learjet 28
El Learjet 28 es un avión bimotor estadounidense de ocho a diez asientos (dos tripulantes y seis a ocho pasajeros) de altas prestaciones, planeado para ser el sucesor del Learjet 25 D de diez plazas. El Learjet 29 es idéntico salvo por contar con un depósito de combustible de largo alcance, suponiendo la reducción de capacidad a seis asientos (dos tripulantes y cuatro pasajeros). Ambos fueron fabricados por Learjet, y fueron comercializados bajo el nombre Longhorn.

## Historia
El primer vuelo del Learjet 28 tuvo lugar el 24 de agosto de 1977. El certificado FAA fue otorgado a ambos modelos el 29 de julio de 1979.
El Learjet 28/29 fue basado en el LearJet 25 D, y recibió un nuevo perfil alar con winglets que supuso una mejora en su alcance y en recorte de consumo de combustible.  Ambos modelos fueron un fracaso comercial debido a sus motores desfasados (ruidosos y con un consumo de combustible demasiado elevado).
Solo se produjeron cinco LearJet 28, y cuatro LearJet 29, antes de que la producción cesara en agosto de 1982. Ambos tipos fueron progresivamente reemplazados por el Learjet 35.

## Operadores
Estados Unidos
- NASA

## Especificaciones (Learjet 28)
Fuente: Jane's Civil and Military Aircraft Upgrades 1994–95
- Tripulación: 2
- Capacidad de pasajeros: 8
- Longitud: 14,51 m
- Envergadura: 13,35 m
- Altura: 3,73 m
- Superficie alar: 48,91 m²
- Peso en vacío: 3.750 kg
- Peso máximo: 3.945 kg
- Número de motores: 2
- Motor: General Electric CJ-610-8A
- Tipo de motor: turbina
- Velocidad máxima: 549 mph
- Velocidad de crucero: 470 mph
- Velocidad de entrada en pérdida: 165 km/h
- Alcance: 1.309 millas
- Techo de vuelo: 51.000 pies